# Король смерти
Король смерти  (нем. Der Todesking; англ. The Death King) — фильм режиссёра Йорга Буттгерайта, снятый в 1989 году. Режиссёр в экспериментальной манере исследует тему самоубийства и насильственной смерти в виде семи эпизодов, каждый из которых соотнесён с днём недели.

## Описание
Фильм не имеет центрального персонажа. Все начинается в понедельник с истории о самоубийце, который перед смертью пишет несколько писем, получатели которых либо тоже кончают с собой, либо совершают убийства. Однако кто он был и каково было содержание этих писем, остаётся неизвестным. Далее каждый следующий день: молодой человек стреляет в свою подругу, мешающую ему смотреть телевизор; мужчина на улице разговаривает со случайной прохожей, а затем стреляет себе в голову; женщина пытается следить за молодой соседской парой, которая потом оказывается убитой; другая женщина вооружается кинокамерой и идёт убивать посетителей рок-концерта, снимая себя на плёнку. Болезненное состояние близкой смерти усиливается видениями медленно разлагающегося трупа и минималистской музыкой.